# マティヤ・ヤーマ
マティヤ・ヤーマ（Matija Jama、1872年1月4日 - 1947年4月6日）はスロベニア印象派の画家である。

## 略歴
リュブリャナで生まれた。その後、家族とザグレブに移り、高校を出た後、法学を学ぶが、1890年に画家になるためにミュンヘンに留学し、スロベニア出身の画家、アントン・アズベの画塾で学び、2年後、リュブリャナに戻った。リュブリャナで絵を描き、スロベニアの雑誌「Dom in svet」の挿絵を描いた。
地元の人々の支援で1897年に再び、ミュンヘンに留学し、アズベの画塾で学び、ミュンヘン美術院に入学した。美術院は卒業はしなかった。1902年にオランダ人の画家、ルイーゼ・ファン・ラデルス(en:Louise_Jama-van_Raders)と結婚した。その後ヨーロッパ各地で暮らした。
後半生はスロベニアの印象派の画家リハルド・ヤコピッチとともに活動した。油絵の他に水彩画も描いた。

## 作品

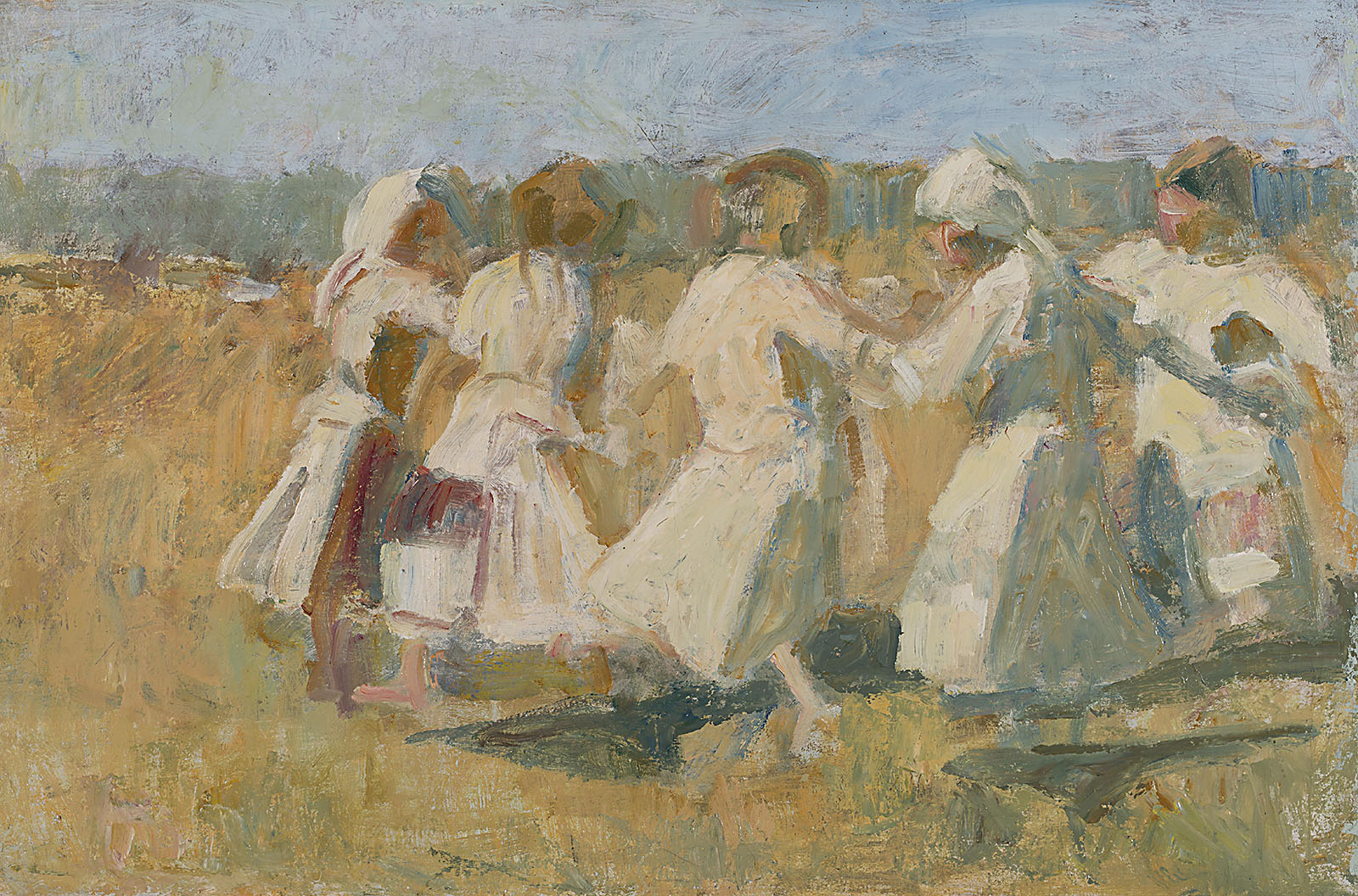
(c.1930)
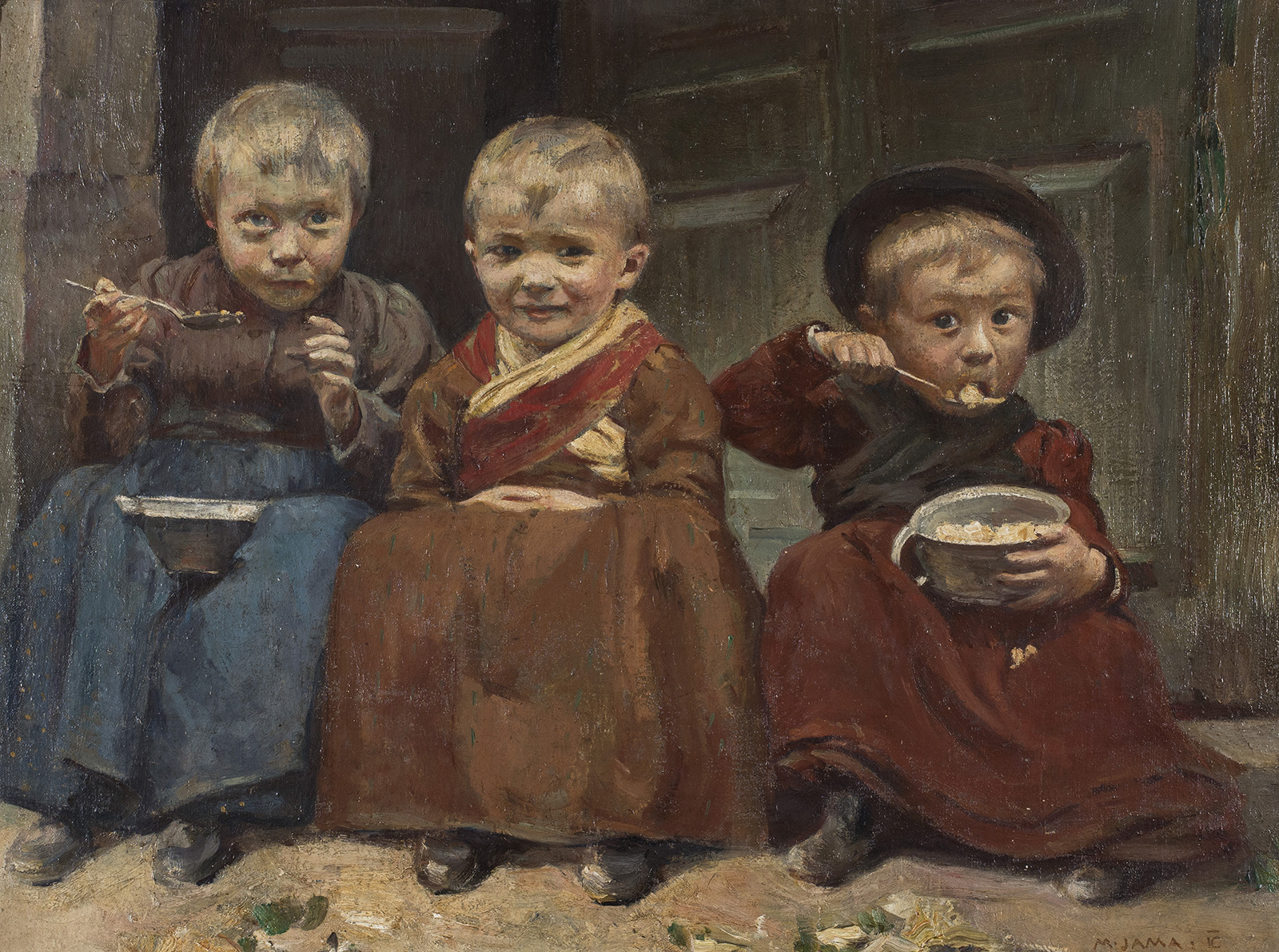
(1899)
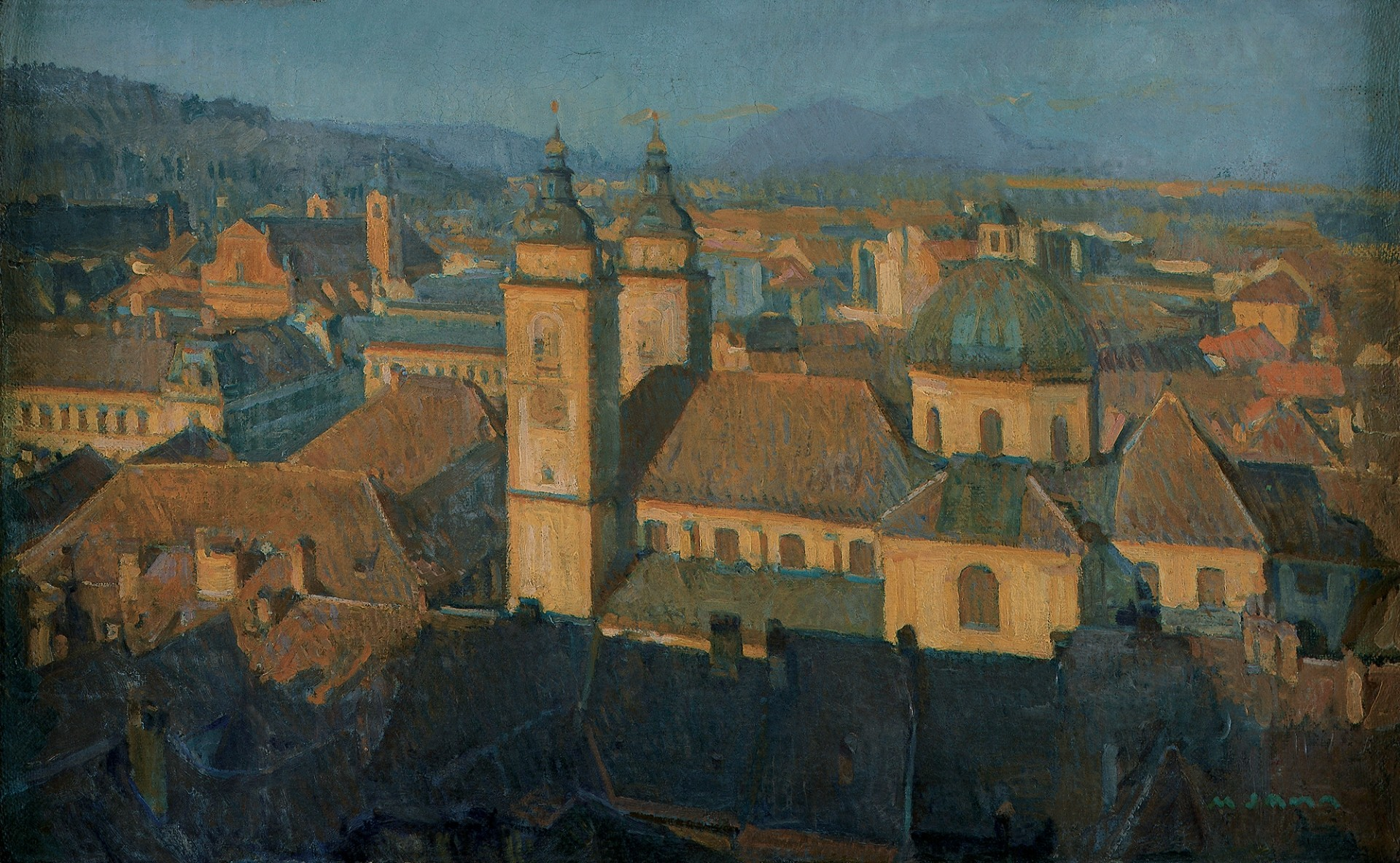
リュブリャナ
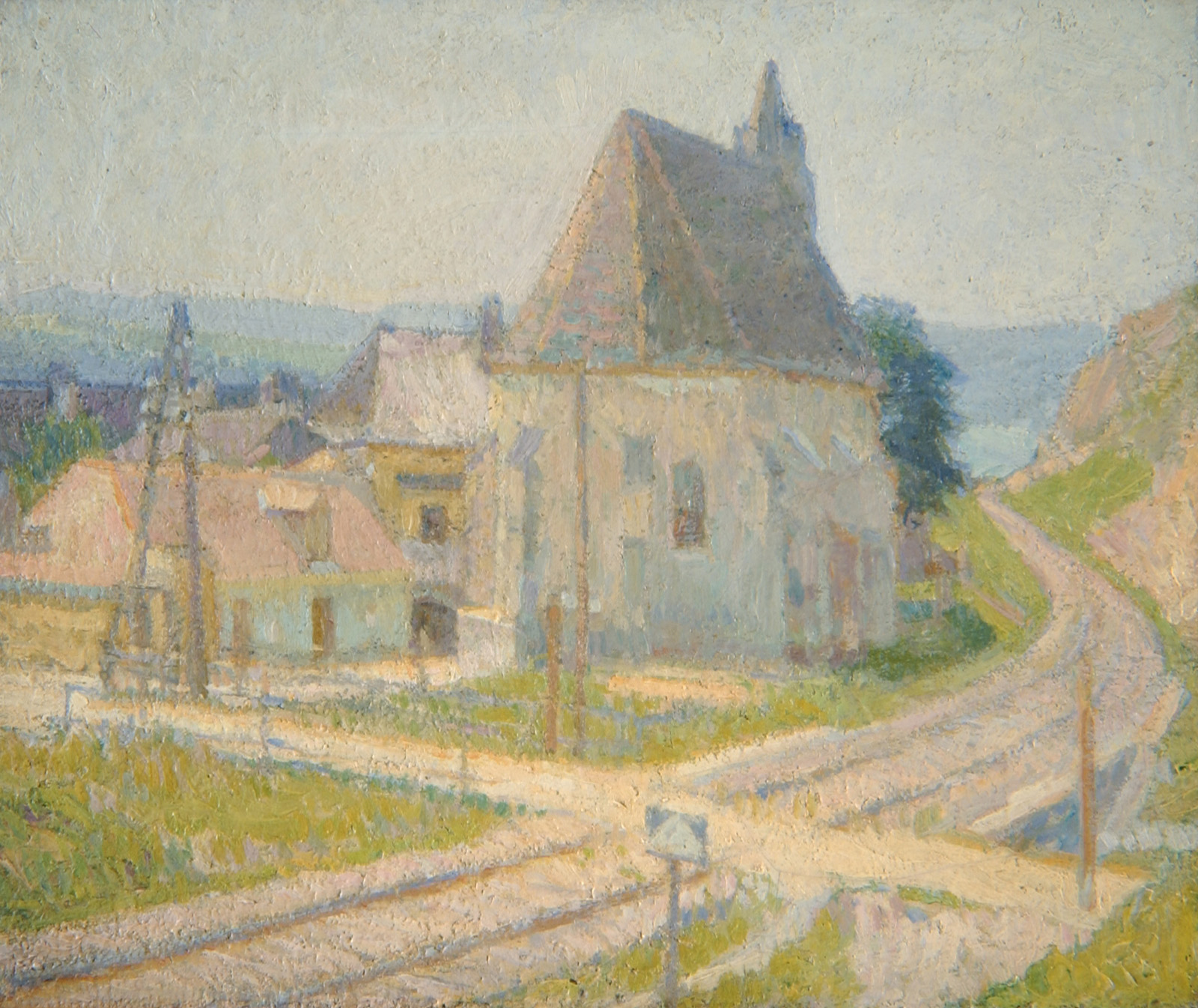
(1913)

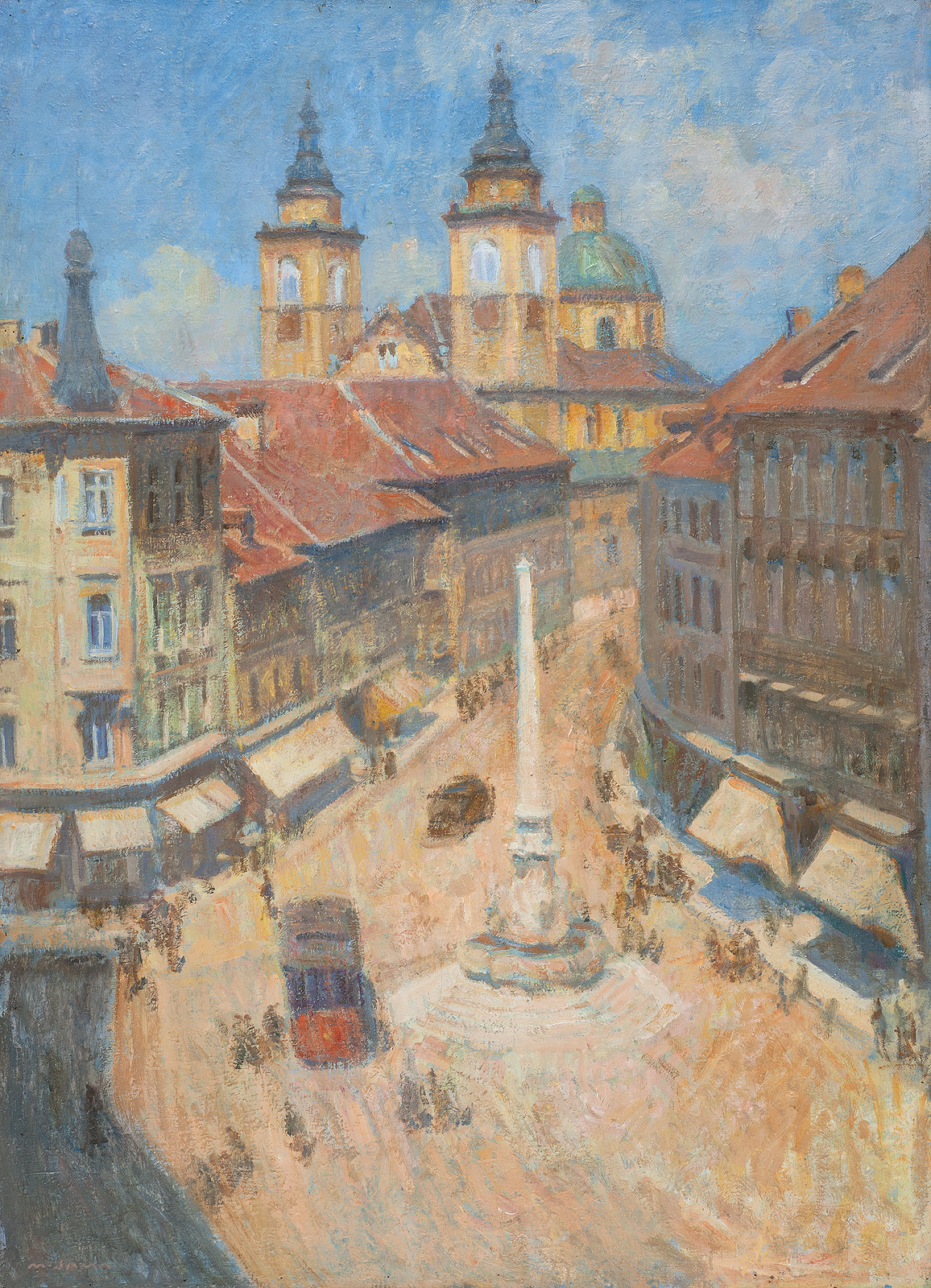
(c.1936)
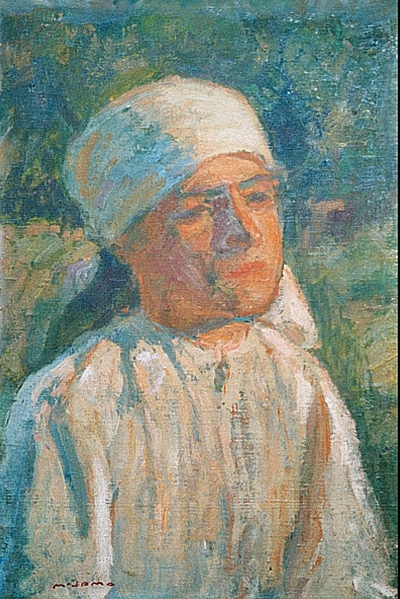
(c.1930)
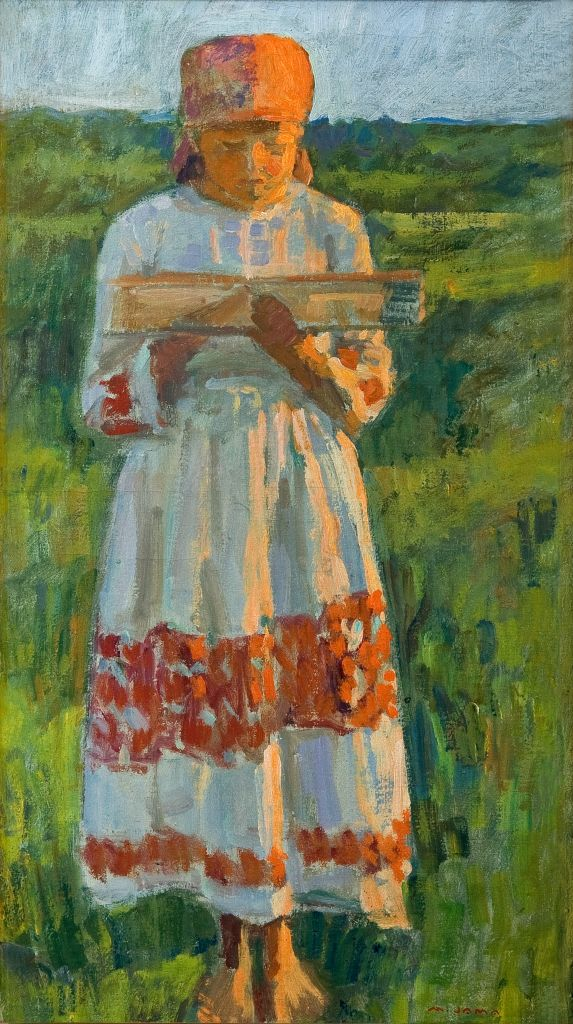
(c.1934)
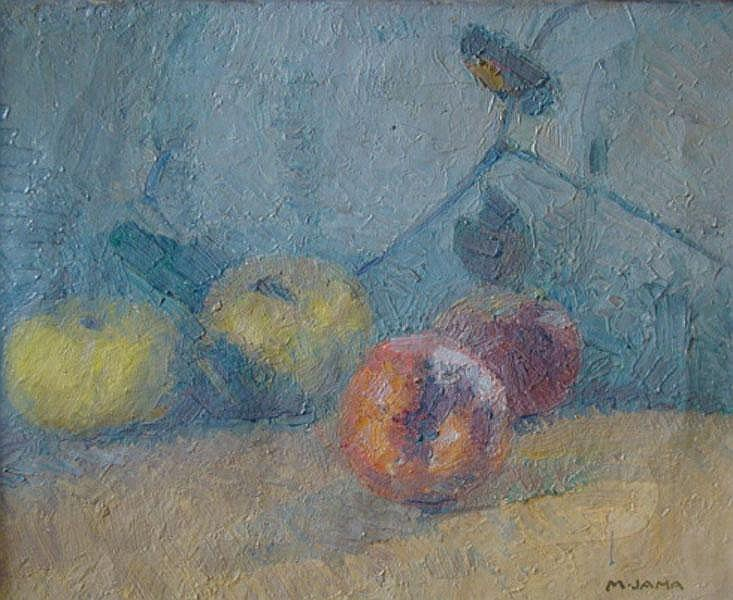